# St. Moritz
St. Moritz este un oraș în Elveția, una din cele mai cunoscute stațiuni montane din lume. Localitatea este denumită după Sfântul Mauriciu, reprezentat în stema orășenească.
Aici au avut loc Jocurile Olimpice de iarnă din 1928 și Jocurile Olimpice de iarnă din 1948.

## Locuri și monumente

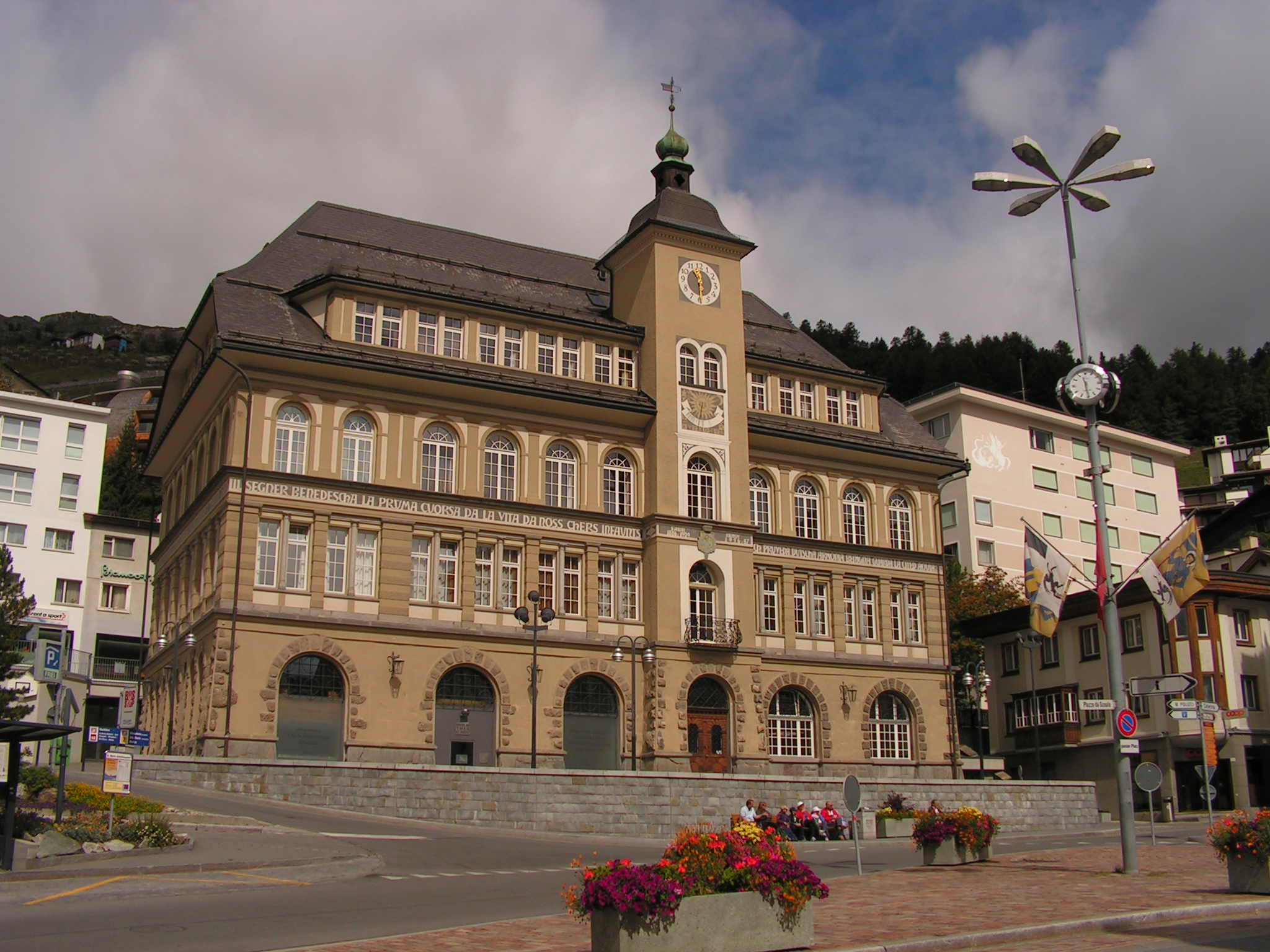
Biblioteca din Sankt Moritz
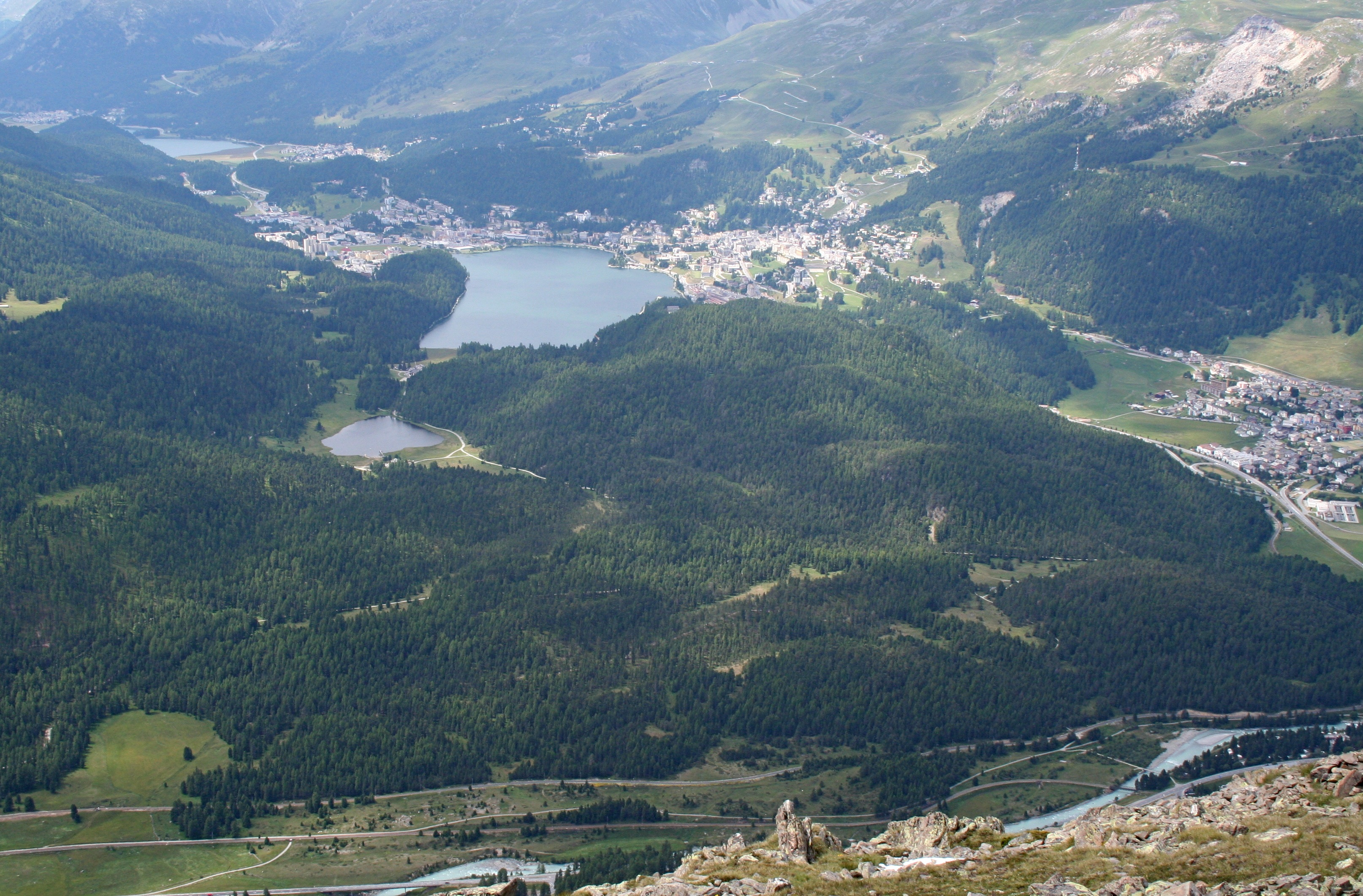
Pădurea și lacul Staz (în prim-plan), lacul și localitatea St. Moritz
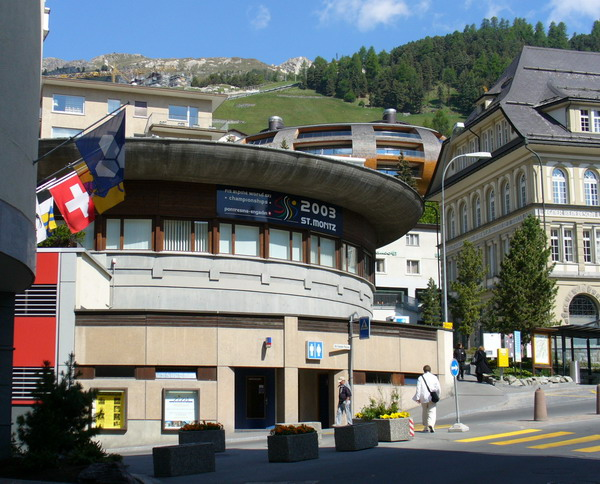
Imagine din centrul localității